# Лев III (герб)
Лев III (пол. Lew III) — кашубський шляхетський герб, варіація гербу «Лев».

## Опис герба
Опис з використанням правил блазонування, запропонований Альфредом Знамеровським:
У червоному полі піднявшийся золотий лев, увінчаний, тримаючий в правій лапі меч. Клейнод: в короні над шоломом, сама емблема. Сині лаври, огорнуті золотом.

## Найдавніші записи
Герб з'явився в гербовнику «Новий Зібмахер», також відомого з колекції Уве Кедровського як один із гербів Кедровських.

## Родина Кедровських
- Кедровські[pl]

## Гербовні
Пшемислав Прагерт припускає, що спочатку цим гербом могла користуватися сім'я Кедровських. Тадеуш Гайль згадує цей герб родин Бруницьких (Бруніцьких), Левецьких та Рускенів (Руських).